# Peter Pan (película de 1953)
Peter Pan es una película de animación dirigida por Clyde Geronimi, Wilfred Jackson y Hamilton Luske y producida por la compañía Walt Disney. Está basada en la obra teatral Peter Pan y Wendy de J.M. Barrie. Fue estrenada el 5 de febrero de 1953. Fue la primera película animada sobre Peter Pan y popularizó enormemente la historia del niño que no quería crecer. Es el decimocuarto título del canon de largometrajes animados de Walt Disney.

## Argumento

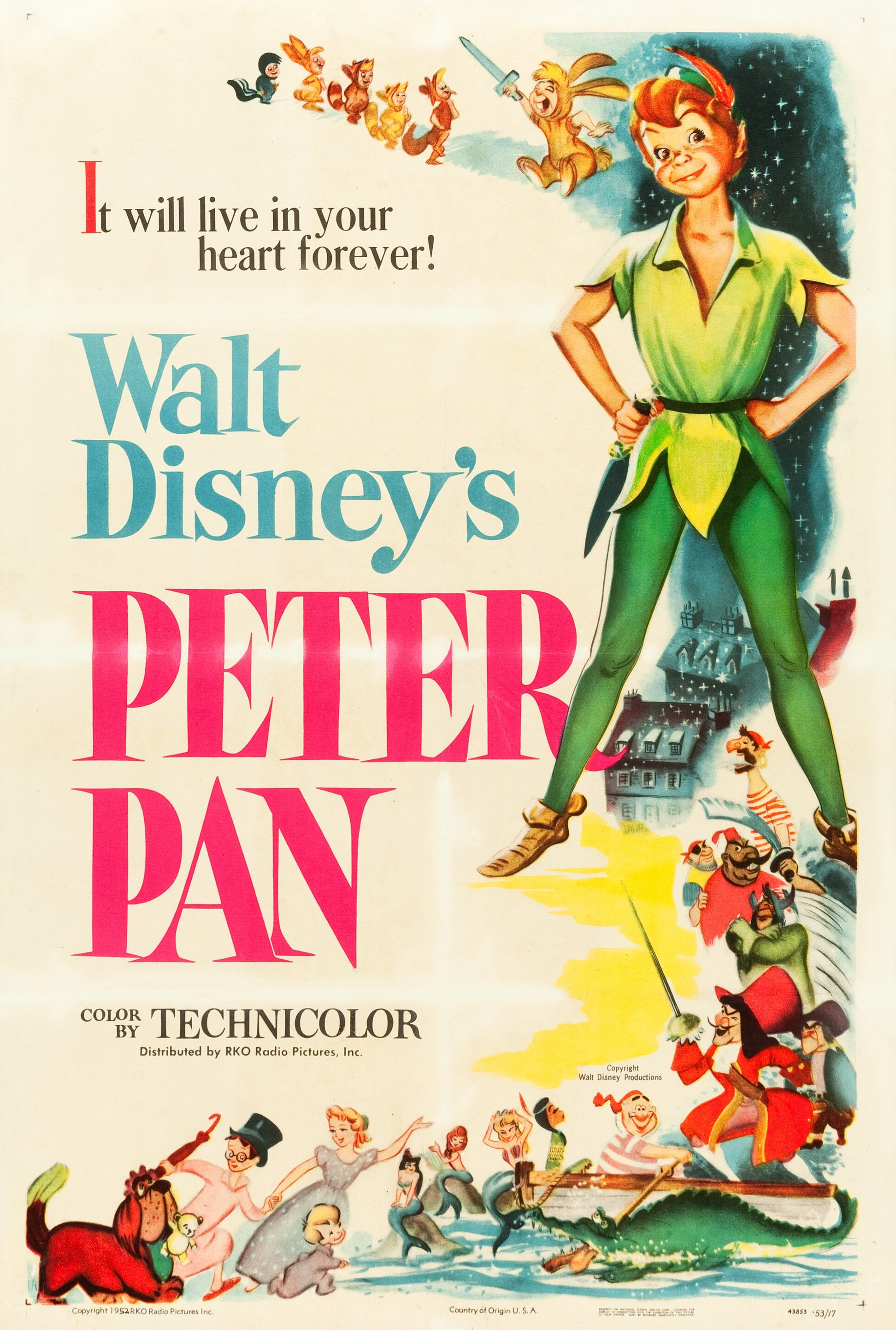
Cartel publicitario original.

En Londres, alrededor de 1900, los preparativos de George (Jorge en español) y Mary Darling para asistir a una fiesta se ven interrumpidos por los juegos de sus hijos, John y Michael (Juan y Miguel en español), que representan una historia de Peter Pan y los piratas que les contó su hermana mayor, Wendy. George, que está harto de las historias que han hecho a sus hijos menos prácticos, declara enojado que Wendy se ha hecho demasiado mayor para seguir en la guardería con los niños. Esa noche, el propio Peter Pan los visita en la guardería, quien les enseña a volar con la ayuda de su mejor amiga hada, Campanilla, y los lleva con él a la isla de Nunca Jamás.
Un barco de piratas esta anclado en Nunca Jamás, comandado por el Capitán Garfio con su compañero, el Sr. Smee. Hook intriga audazmente para vengarse de Peter Pan por cortarle la mano, pero tiembla ante la presencia de un cocodrilo que había consumido la mano y está ansioso por probar el resto de él. La inquietud de la tripulación se ve interrumpida por la llegada de Peter y los Darling. Campanilla, quien está muy celosa de la atención que Peter le da a Wendy, convence a los Niños Perdidos de que Peter les ordenó que derriben a Wendy, a lo que Campanilla se refiere como un "pájaro Wendy". Los Niños Perdidos ven a Wendy acercarse y la derriban, Wendy iba a caer encima de unas rocas y Peter la rescata cargandola. La traición de Campanilla pronto se descubre, y Peter la destierra. John y Michael partieron con los Niños Perdidos para encontrar a los indios de la isla, quienes en su lugar los capturan, creyendo que eran los responsables de llevarse a la hija del jefe, Tiger Lily.
Mientras tanto, Peter lleva a Wendy a ver a las traviesas sirenas, que se deleitan en atormentar a Wendy pero huyen aterrorizadas al ver a Garfio. Peter y Wendy ven que Garfio y Smee han capturado a Tiger Lily para convencerla de que revele el escondite de Peter. Peter y Wendy la liberan, y Peter es honrado por la tribu. Luego, Garfio planea aprovecharse de los de Wendy de Campanilla, engañándola para que revele la ubicación de la guarida de Peter. Wendy y sus hermanos finalmente sienten nostalgia y planean regresar a casa. Invitan a Peter y a los Niños Perdidos a regresar a Londres y ser adoptados por los padres Darling. Los Niños Perdidos están de acuerdo, pero Peter está tan en contra de crecer que se niega, presumiblemente pensando que todos regresarían en breve. Los piratas acechan y capturan a los Niños Perdidos y a los Darling cuando salen, dejando atrás una bomba de tiempo para matar a Peter. Campanilla se entera de la trama justo a tiempo para arrebatarle la bomba a Peter mientras explota.
Peter rescata a Campanilla de los escombros y juntos se enfrentan a los piratas, liberando a los niños antes de que puedan caminar por la tabla. Peter se enfrenta a Garfio en un combate individual mientras los niños pelean contra la tripulación, y logran humillar al capitán. Garfio y la tripulación huyen, con el cocodrilo en la persecución. Peter comanda galantemente el barco desierto y, asistido por el polvo de hada de Campanilla, lo lleva a Londres con los niños a bordo. Sin embargo, los Niños Perdidos deciden regresar a Nunca Jamás en lugar de ser adoptados en Londres. George y Mary Darling regresa a casa de la fiesta y encuentran a Wendy no en su cama, sino durmiendo en la ventana abierta. Wendy despierta y cuenta con entusiasmo sus aventuras. Los padres miran por la ventana y ven lo que parece ser un barco pirata en las nubes. George, que ha suavizado su posición sobre que Wendy se quede en la guardería, y revela que el mismo tuvo una aventura en Nunca Jamás cuando era un niño, y ahora reconoce el barco que no había visto desde su propia infancia.

## Doblaje
| Personajes             | Actor de Voz original (EE. UU.) | Doblaje en México (1953) |
| ---------------------- | ------------------------------- | ------------------------ |
| Peter Pan              | Bobby Driscoll                  | Nicky Tavares            |
| Wendy Darling          | Kathryn Beaumont                | Teresita Escobar         |
| Campanilla             | Ilene Woods                     | Evangelina Elizondo      |
| Capitán Garfio         | Hans Conried                    | Dagoberto de Cervantes   |
| Sra. Mary Darling      | Heather Angel                   | Carmen Donna-Dío         |
| Sr. Jorge Darling      | Hans Conried                    | Salvador Carrasco        |
| John Darling           | Paul Collins                    | Miguel Ángel Herros      |
| Michael Darling        | Tommy Luske                     | Arturo David y Ortigosa  |
| Sr. Smee               | Bill Thompson                   | Ferrusquilla             |
| Jefe Indio             | Candy Candido                   | Ciro Calderón            |
| Narrador               | Tom Conway                      | Carlos David Ortigosa    |
| Niño Perdido #1        | Jeffrey Silver                  | Sin identificar          |
| Niño Perdido #2        | Tony Butala                     | Sin identificar          |
| Niño Perdido #4        | Bobby Ellis                     | Sin identificar          |
| Niños Perdidos #3 y #5 | Johnny McGovern                 | Sin identificar          |
| Tigrilla               | Corrine Orr                     | Sin identificar          |

## Banda sonora
| Título en inglés                         | Título en español           | Intérpretes |
| ---------------------------------------- | --------------------------- | --- |
| "You Can Fly! You Can Fly! You Can Fly!" | "Volarás, volarás, volarás" | Bobby Driscoll, Kathryn Beaumont, Paul Collins, Tommy Luske and The Jud Conlon Chorus (Inglés) Nicky Tavares, Teresita Escobar, Miguel Ángel Erros, Arturo David y Ortigosa y Coros (Español) |
|                                          | "Aquella estrella de allá"  | Gisela (Español) |
| "Following the Leader"                   | "Por dónde tu vayas"        | Bobby Driscoll and Paul Collins (Inglés) Miguel Ángel Erros y Coros (Español) |
| "A Pirate's Life"                        | "La Vida de un Pirata"      | The Jud Conlon Chorus (Inglés) Coros (Español) |
| "What Made The Red Man Red?"             | "¿Por qué decimos au?"      | Tinknapped, The Jud Conlon Chorus and Candy Candido (Inglés) Ciro Calderón y Coros (Español)                                                                                                  |
| "Your Mother and Mine"                   | "Su nombre es Mamá"         | Kathryn Beaumont (Inglés) Teresita Escobar y Coros (Español) |

## Curiosidades
- La melodía de la canción The Second Star to the Right (La segunda estrella a la derecha) fue escrita originalmente para Alicia en el país de las maravillas para una canción llamada Beyond the Laughing Sky (Más allá del cielo sonriente).
- En la obra al Capitán Garfio le falta la mano derecha, pero los artistas de Walt Disney creían que eso limitaba demasiado la acción, así que decidieron que le faltase la izquierda.
- Para dibujar al Capitán Garfio se tomó como modelo a Henry Brandon.
- Peter Pan fue la última película de Walt Disney Pictures distribuida por RKO Pictures. Después del año 1953, la distribución pasó a manos de Buena Vista (compañía perteneciente a Disney).
- Wendy Darling tiene los rasgos físicos y faciales de Alicia (Alicia en el país de las maravillas), al igual que en EE. UU. y en doblaje hispano también son las actrices que le dieron su voz (Kathryn Beaumont y Teresita Escobar).
- La escena de las sirenas probablemente serían un aporte para la creación del personaje la Reina Athenea, la madre de Ariel de La sirenita.